# Ulrich Strombach

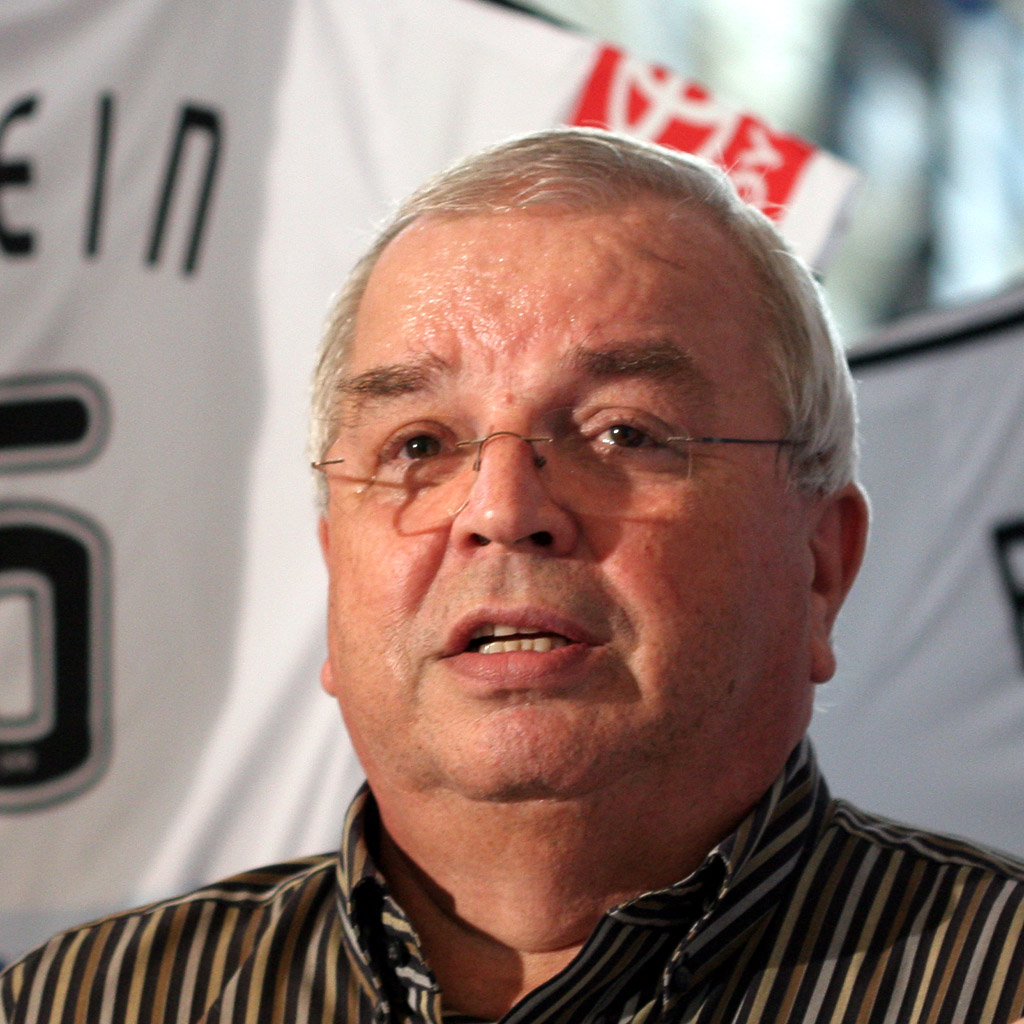
Ulrich Strombach am 26. Juli 2008 vor einem Länderspiel in der Lanxess-Arena

Ulrich Strombach (* 13. Januar 1944 in Gummersbach) war von 1998 bis 2013 Präsident des Deutschen Handballbundes.
Außerdem hatte er folgende Positionen inne:
Bis zu seiner Abwahl, 2009, war er Präsident des IHF-Schiedsgerichts, bis 2006 Mitglied des ICAS (International Council of Arbitration for Sport) in Lausanne, von 1993 bis 1998 DHB-Vizepräsident im Bereich Leistungssport, OK-Präsident der Handball-Weltmeisterschaft 2007 in Deutschland.

## Werdegang
Seit 1977 besetzte Ulrich Strombach Ämter im Bereich des deutschen Handballs. Von 1977 bis 1993 war er der Vorsitzende des VfL Gummersbach und auch Sprecher der Bundesliga-Männer im Zeitraum von 1980 bis 1988. Ab 1988 war er zusätzlich noch bis 1993 Mitglied der Technischen Kommission im DHB.
2009 wurde er mit dem Bundesverdienstkreuz am Bande geehrt.
| Personendaten    | Personendaten                |
| ---------------- | ---------------------------- |
| NAME             | Strombach, Ulrich            |
| KURZBESCHREIBUNG | deutscher Handballfunktionär |
| GEBURTSDATUM     | 13. Januar 1944              |
| GEBURTSORT       | Gummersbach                  |